# الاعتراف القانوني بالعلاقات المثلية في المجر
قننت المجر الشراكات المسجلة (بالمجرية: bejegyzett élettársi kapcsolat)‏ للشركاء المثليين منذ 1 يوليو 2009، مايعطيهم أغلب حقوق الزواج. تعترف المجر أيضا بالمساكنة غير المسجلة (بالمجرية: élettársi kapcsolat)‏ للشركاء المثليين وتضعها على قدم المساواة مع المساكنة غير المعاشرة للشركاء المغايرين منذ عام 1996. ومع ذلك، فإن زواج المثليين محظور من قبل «دستور المجر 2011» والذي دخل حيز التنفيذ في يناير 2012.

## المساكنة غير المسجلة
ينطبق قانون التعايش على الشركاء الذين يعيشون معا في علاقة اقتصادية وعاطفية، بما في ذلك الشركاء المثليون والشركاء المغايرون. لا يوجد تسجيل رسمي مطلوب. يمنح القانون بعض الحقوق والمزايا المحددة لشخصين يعيشان معاً، وتشمل هذه الحقوق زيارة المستشفى والوصول إلى المعلومات الطبية، وحقوق زيارة السجن والسجن لشريك الشخص المحتجز، والحق في اتخاذ القرارات بشأن جنازة الشريك المتوفى، والحق في إعلان الشريك المثلي كأقرب الأقرباء، معاش الأرمل، حقوق الهجرة، إلخ. تتطلب بعض هذه الفوائد تصريحًا رسميًا من الدائرة الاجتماعية في الحكومة المحلية يثبت أن الشركاء يتعاطفون بالفعل.

## الشراكة المسجلة
في عام 2007، قدمت الحكومة، التي تضم تحالف الديمقراطيين الأحرار والحزب الاشتراكي المجري، مشروع قانون إلى البرلمان كان سيشرع الشراكات المسجلة لكل من الشركاء المثليين والشركاء المغايرين. اعتمد البرلمان مشروع القانون في 17 ديسمبر 2007. وكان من شأن هذا القانون أن يوفر جميع حقوق الأزواج المتزوجين للشركاء المسجلين باستثناء الحق في التبني والحق في أخذ اسم مشترك. كان قانون الشراكة المسجلة سيدخل حيز التنفيذ في 1 يناير 2009، ولكن في 15 ديسمبر 2008 أعلنت المحكمة الدستورية المجرية أنه غير دستوري على أساس أنه يعيد حقوق مؤسسة الزواج للشركاء المغايرين. ووجدت المحكمة أن قانون الشراكة المسجلة الذي لا ينطبق إلا على الشركاء المغايرين سيكون قانونيا؛ في الواقع، اعتبر أن على البرلمان واجب تشريع مثل هذا القانون. وطلب رئيس الوزراء فيرينتس غورتشاني من وزير العدل بصياغة مشروع قانون جديد منقح يتوافق مع قرار المحكمة.
وفي 23 كانون الأول/ديسمبر 2008، أعلنت الحكومة المجرية أنها ستقدم مشروع قانون جديد للشراكة المسجلة تمشيا مع قرار المحكمة الدستورية. سيوفر القانون للشركاء المثليين جميع الحقوق التي يوفرها القانون السابق، وسيتم تقديمه إلى البرلمان في وقت مبكر من فبراير 2009.
في 12 فبراير 2009، وافقت الحكومة المجرية على مشروع قانون جديد للشراكة المسجلة من شأنه أن ينطبق فقط على الشركاء المثليين، ويوفر كافة حقوق الزواج ماعدا التبني والقدرة على التشارك في الاسم.
تم اعتماد مشروع القانون من قبل البرلمان في 20 أبريل 2009. صوت 199 نائبا (عن الحزب الاشتراكي المجري وتحالف الديمقراطيين الأحرار) لصالح مشروع القانون، في المقابل صوت 159 نواب (عن حزب فيدس – الاتحاد المدني المجري وحزب الشعب الديمقراطي المسيحي) ضده، وامتنع 8 نواب مستقلون عن التصويت. دخل قانون الشراكة المسجلة الجديد في 1 يوليو 2009. الشراكات المسجلة متوفرة فقط للشركاء المثليين. تنطبق جميع قواعد الزواج، باستثناء الحق في أخذ الاسم المشترك، والحق في التبني المشترك والوصول المشترك إلى التلقيح الاصطناعي.
في 23 مارس 2010، قضت المحكمة الدستورية بأن القانون دستوري.
في فبراير/شباط 2018، قضت محكمة بودابست الإقليمية بأنه يجب على المجر الاعتراف بزواج المثليين المنعقد في الخارج على أنه شراكة مسجلة.
| صوت لصالح | صوت ضد | امتنع عن التصويت |                              |
| --------- | ------ | ---------------- | ---------------------------- |
| 183       | 0      | 0                | الحزب الاشتراكي المجري       |
| 16        | 0      | 0                | تحالف الديمقراطيين الأحرار   |
| 0         | 131    | 0                | فيديز                        |
| 0         | 22     | 0                | حزب الشعب الديمقراطي المسيحي |
| 0         | 6      | 8                | مستقلون                      |
| 199       | 159    | 8                | العدد الإجمالي               |

## زواج المثليين
في سبتمبر 2007، قدم التحالف الليبرالي للديمقراطيين الأحرار، وهو جزء من الائتلاف الحاكم منذ انتخابات 2002، مشروع قانون إلى لجنة حقوق الإنسان التابعة للبرلمان. كان من شأن ذلك أن يسمح بزواج المثليين من خلال تعريف الزواج بين شخصين فوق سن 18. في 6 نوفمبر 2007، رفضت لجنة حقوق الإنسان في البرلمان مشروع القانون من دون نقاش. وقد أشار معارضو مشروع القانون إلى حكم من المحكمة الدستورية قبل بضعة أشهر من ذلك، والذي حدد مؤسسة الزواج كاتحاد بين رجل وامرأة.
في 1 كانون الثاني/يناير 2012، دخل دستور جديد أقرته حكومة فيكتور أوربان، زعيم حزب فيديز الحاكم، حيز التنفيذ، وقيد الزواج إلى الأزواج المغايريين ولم يتضمن أي ضمانات للحماية من التمييز بسبب التوجه الجنسي.
في 29 يونيو 2015، قدم نائب غابور فودور من الحزب الليبرالي مقترحا لتعديل الدستور لتعريف الزواج كاتحاد من شخصين وقدم مشروع قانون لإجراء التغييرات المناسبة في القوانين. رفضت لجنة العدالة في البرلمان كلا الإجراءين في 26 أكتوبر 2015.

## الرأي العام
أجريت عدة استطلاعات للرأي لقياس مواقف سكان المجر بشأن هذه المسألة. ووجد مؤشر يوروباروميتر صدر في ديسمبر 2006 أن 18% وافقوا على السماح بزواج المثليين في جميع أنحاء أوروبا.
أظهر استطلاع أجرته ميديان في يوليو 2007 أن 30% اعتبروا أنه من المقبول أن يتزوج الأزواج المثليون.
أظهر استطلاع للرأي أجرته مؤسسة «ماسمي» في ديسمبر 2007 أن 35% من الذين تم استطلاعهم يؤيدون السماح للشركاء المثليين بالزواج.
أظهر استطلاع للرأي أجرته مؤسسة سوندا إيبسوس في سبتمبر 2009 أن غالبية الهنغاريين، 58%، أيدوا قانون الشراكة المسجلة للشركاء المثليين.
وجد استطلاع أجرته مؤسسة إيبسوس في مايو 2013 أن 30% من المستجيبين يؤيدون زواج المثليين، بينما أيد 21% آخرون أشكالًا أخرى من الاعتراف القانوني بالعلاقات المثلية.
وجد مؤشر يوروباروميتر لعام 2015 أن 39% من الذين تم استطلاعهم يعتقدون أنه يجب السماح بزواج المثليين في جميع أنحاء أوروبا، في حين كان 53% ضده.
أظهر استطلاع للرأي عام 2016 أجراه موقع «بودابست برايد أند أنتيغريتي لاب» أن 36% من المجريين يؤيدون زواج المثليين، بينما كان 56% ضده و 7% لم يقرروا بعد (21% أيده بشدة، 15% أيده إلى حد ما، 15% عارضه إلى حد ما، و41% عارضه بشدة). كما وجد الاستطلاع أن 60% من السكان اتفقوا على أن المثليين والمثليات ومزدوجي التوجه الجنسي يجب أن يتمتعوا بنفس الحقوق التي يتمتع بها الأشخاص المغايرون، وأيد 46% حقوق تبني المثليين للأطفال في حين عارض ذلك 47%. كان دعم زواج المثليين أعلى بين النساء (40%) مقارنة بالرجال (33%)، وأعلى بين خريجي الجامعات (43%)، وأعلى بين الأشخاص الذين يعرفون شخصًا مثليًا (46%). كانت المعارضة تتركز بشكل رئيسي بين المتدينين، حيث كان 75% من الحاضرين للكنائس بانتظام يعارضون زواج المثليين، حيث تناقصوا بناءً على مستوى الحضور للكنيسة، وبين ناخبي حزب فيديز الحاكم (71%). بين الأشخاص غير المتدينين، كان الدعم والمعارضة متشابهين بنسبة 47%. وعلى الرغم من معارضة أغلبية المستطلعين لزواج المثليين، فقد وجد الاستطلاع أن 60% لم يوافقوا على الاعتقاد بأن زواج المثليين يشكل تهديدًا للقيم المجرية، بينما رأى 66% منهم أن «الأزواج المثليين يرغبون في الحصول على الزواج كإظهار من الحب والتفاني المتبادل».
أظهر استطلاع أجراه مركز بيو للأبحاث نشر في مايو 2017 أن 27% من المجريين يؤيدون الزواج من نفس الجنس، بينما عارضه 64%. كان الدعم أعلى بين غير المتدينين (34%) ومن تتراوح أعمارهم بين 18-34 سنة (39%)، على النقيض من الكاثوليك (25%) والأشخاص الذين تتراوح أعمارهم بين 35 وأكثر (23%).